# It Doesn't Matter Anymore
«It Doesn't Matter Anymore» es una canción escrita por Paul Anka y grabada por Buddy Holly en 1958. Fue publicada en sencillo, muy poco después de la muerte de Holly.

## Grabación
El Pythian Temple, había servido de estudio de grabación para varias canciones, entre ellas se registró una versión del éxito «Rock Around The Clock» de Bill Halley. Entonces, unas horas antes de la sesión de grabación, Holly entró corriendo a la oficina de Dick Jacobs con una nueva canción que Paul Anka había escrito para que él la grabase, esa canción era «It Doesn't Matter Anymore».
Holly grabó la canción unas horas más tarde, él le pidió a Jacobs escribir un poco de música de orquesta para la canción. Finalmente, Holly grabó varias canciones de 7:00 a 10:30 p. m., entre ellas: «True Love», «Moondreams», «Raining In My Heart» y «It Doesn't Matter Anymore», esta última la logró grabar en una sola toma. Jerry Allison y Joe Mauldin no estaban presentes en estas grabaciones, pero Paul Anka y Peggy Sue Gerron (novia y más tarde esposa de Jerry Alison), si estuvieron presentes durante la sesión.

## Lanzamientos

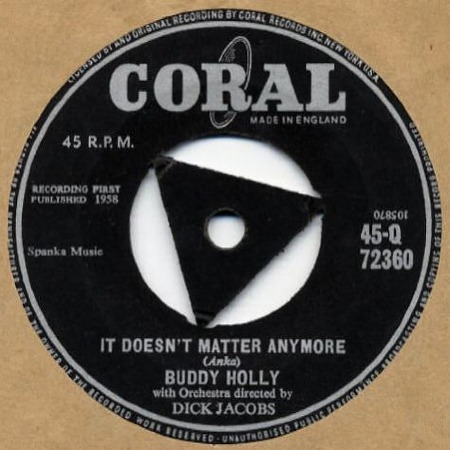
Sencillo británico "It Doesn't Matter Anymore" por Coral Records, este sencillo llegó al número uno.

«It Doesn't Matter Anymore» fue editada en un sencillo junto a «Raining In My Heart» como lado B, muy poco después de la muerte de Buddy Holly, en  1959. El sencillo fue publicado por Coral Records con el catálogo 62074. El corte alcanzó el puesto n.º 13 en el Billboard 100, no había otro sencillo con mejor posición desde «Oh Boy!» de 1957. Pero en el Reino Unido fue mucho mejor, el sencillo alcanzó el n.º 1, siendo el segundo en ese país.
Más tarde, en 1978 se reeditó «It Doesn't Matter Anymore» por MCA Records, junto a «Peggy Sue» en el lado B, y con el catálogo 40905, pero este nuevo lanzamiento no dio ningún resultado.

## Versiones
Linda Ronstadt grabó su versión de «It Doesn't Matter Anymore», su sencillo alcanzó el puesto n.º 47 en el Billboard Hot 100 en 1975.